# Аксёнова, Алиса Ивановна
Али́са Ива́новна Аксёнова (род. 13 марта 1931, Савино) — советский и российский музейный и общественный деятель. Кандидат исторических наук (2003). Заслуженный работник культуры РСФСР (1980). Герой Труда Российской Федерации (2014). Лауреат Государственной премии Российской Федерации (2000) и Государственной премии РСФСР в области архитектуры (1977).

## Биография
Родилась 13 марта 1931 года в посёлке Савино Ковровского района Ивановской Промышленной области (ныне — центр Савинского района Ивановской области). В 1954 году окончила библиотечный факультет МГИК.
В январе 1960 года становится генеральным директором Государственного Владимиро-Суздальского историко-архитектурного и художественного музея-заповедника. Под руководством Аксёновой Владимиро-Суздальский музей-заповедник, образованный в сентябре 1958 года на базе двух небольших музеев во Владимире и Суздале, превратился в одно из ведущих музейных объединений России (55 памятников, из которых 10 вошли в список Всемирного наследия ЮНЕСКО, и 47 музейных экспозиций в трёх городах).
В 1980—1988 — вице-президент Комитета региональных музеев ИКОМ.
В 1988—1996 — вице-президент Российского комитета ИКОМ, членом Президиума которого является по настоящее время[когда?].
В июне 2010 года Алису Аксёнову на должности генерального директора Владимиро-Суздальского музея-заповедника сменила её племянница и ученица Светлана Мельникова, а сама Аксёнова перешла на должность президента, где проработала до июля 2013 года.
С 2010 года — член Президиума Владимирского регионального Совета сторонников партии «Единая Россия».
С января 2014 года по октябрь 2018 года работала советником губернатора Владимирской области Светланы Орловой.

## Научная деятельность
— О чём думает Аксёнова, если она не думает о музее?  
 — В это время Алиса Ивановна спит и ей снится музей.
Является автором многочисленных работ по вопросам музейного строительства, сохранению памятников истории и культуры России, уникальной целостности Суздаля, современной истории которого посвящён ряд её произведений, в том числе диссертационная работа.

## Награды и премии

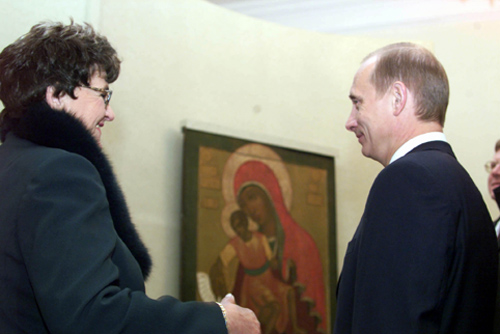
А. И. Аксёнова и президент России В. В. Путин

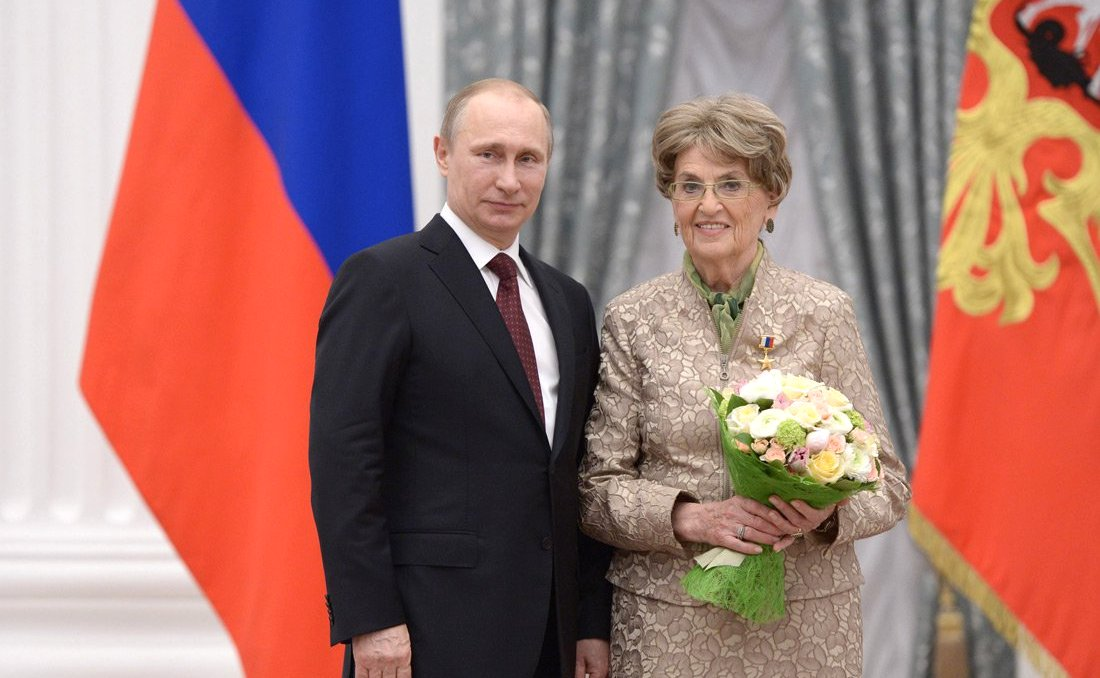
Москва, Кремль. 1 мая 2014 года. Алиса Аксёнова и президент России Владимир Путин на церемонии награждения Героев Труда Российской Федерации.

- 1962 — малая Серебряная медаль ВДНХ — за успешное руководство работой по построению музейный экспозиции и активное участие в проведении большой массово-просветительской работы среди населения (постановление 377-н от 02.11.1962)
- 1971 — Орден «Знак Почёта»
- 1976 — Орден Трудового Красного Знамени
- 1977 — Государственная премия РСФСР в области архитектуры — за реставрацию памятников истории и культуры городов Владимира и Суздаля, создание музейных экспозиций и широкое использование их в культурно-просветительных и туристических целях
- 26 мая 1980 — Заслуженный работник культуры РСФСР — за заслуги в области советской культуры[5]
- 1986 — Орден Дружбы народов
- 1986 — Золотая медаль ВДНХ — за глубокую научную и организационно-методическую разработку вопросов централизации музеев и воплощение их на практике, организацию плодотворной экспозиционно-выставочной работы, непосредственное участие в решении проблемы малых музеев на территории Владимирской области, разработку путей интенсификации их деятельности и повышения уровня идейно-воспитательной работы, распространение опыта централизации музеев в стране и за рубежом (постановление 438-н от 11.07.1986)
- 17 марта 1997 — Орден «За заслуги перед Отечеством» IV степени — за заслуги перед государством и большой вклад в развитие отечественного музейного дела[6].
- 9 июня 2000 — Государственная премия Российской Федерации — за сохранение и возрождение культурного наследия, творческое развитие музейного дела[7]
- 30 сентября 2000 — Премия Президента Российской Федерации в области образования за 1999 год — за создание детского музейного центра Государственного Владимиро-Суздальского историко-архитектурного и художественного музея-заповедника для учреждений дополнительного образования[8]
- 18 января 2007 — Орден «За заслуги перед Отечеством» III степени — за большой вклад в развитие музейного дела и сохранение отечественного историко-культурного наследия[9]
- 2008 — Орден Святой княгини Ольги III степени
- 2 июня 2010 — Почётная грамота Президента Российской Федерации — за заслуги в области культуры и многолетнюю плодотворную работу[10]
- 20 апреля 2014 — Герой Труда Российской Федерации — за особые трудовые заслуги перед государством и народом[1]
- 2017 — Медаль «За заслуги перед Владимирской областью» — за большой вклад в социально-экономическое развитие региона [11]
- 3 октября 2021 — Орден Александра Невского — за достигнутые трудовые успехи и многолетнюю добросовестную работу[12]
- Нагрудный знак РФ «За вклад в российскую культуру» (Министерство культуры Российской Федерации)[13].
- отечественные и зарубежные медали.

Имеет звания Почётного гражданина Владимира, Суздаля и Владимирской области.

## Личные данные
Владеет французским языком.
Увлечения: классическая музыка, путешествия, садоводство.

## Краткая библиография
- Аксёнова А. И. История. Судьба. Музей. — Владимир, 2001. — 304 с.
- Аксёнова А. И. Суздаль. XX век. — Владимир, 2002. — 288 с.
- Аксёнова А. И. Суздаль. XX век. Из истории города-музея и музея-заповедника: Монография. — Владимир, 2004. — 208 с.
- Аксёнова А. И. Развитие Владимиро-Суздальского музея-заповедника в условиях создания туристского центра в Суздале // Суздалю — 950 лет. — Ярославль, 1977.
- Аксёнова А. Как город стал музеем // Памятники Отечества. № 43: Суздаль — град небесный. — М., 1999.
- Аксёнова А. Страницы истории Суздальского художественного музея // Живая история. — М., 2000.
- Аксёнова А. И. Суздальский музей в период Великой Отечественной войны (1941—1945 гг.) // Материалы исследований ВСМЗ. Сборник № 8. — Владимир, 2002.
- Аксёнова А. И. Музей как важнейшая составляющая духовной и социально-политической жизни общества // Материалы международной конференции «Музей и общество». — Красноярск, 2002.